# Hannes Landerer
Hannes Landerer (* 20. Oktober 2002) ist ein österreichischer Skispringer.

## Werdegang
Landerer debütierte am 4. März 2017 in Hinterzarten im Alpencup, wo ihm in der Folgezeit vier Podestplatzierungen gelangen, darunter ein Sieg in Kranj. Am 6. Januar 2021 ging er in Lahti erstmals im FIS Cup an den Start und konnte sogleich gewinnen. Ab der darauffolgenden Saison nahm er regelmäßig an Continental-Cup-Springen teil und landete dort innerhalb seiner ersten fünf Wettkämpfe zweimal unter den besten zehn.
Landerer lebt in Zams.

## Statistik

### Grand-Prix-Platzierungen
| Saison | Platz | Punkte |
| ------ | ----- | ------ |
| 2023   | 050.  | 037    |
| 2024   | 063.  | 015    |

### Continental-Cup-Platzierungen
| Saison  | Platz | Punkte |
| ------- | ----- | ------ |
| 2021/22 | 071.  | 078    |
| 2022/23 | 047.  | 141    |
| 2023/24 | 034.  | 032    |